# Меріон Пост Волкотт
Меріон Пост Волкотт (англ. Marion Post Wolcott, 7 червня 1910 – 24 листопада 1990) – була американським фотографом, яка працювала в Управлінні безпеки ферм під час Великої депресії, документуючи бідність, Південь Джима Кроу та позбавлення.

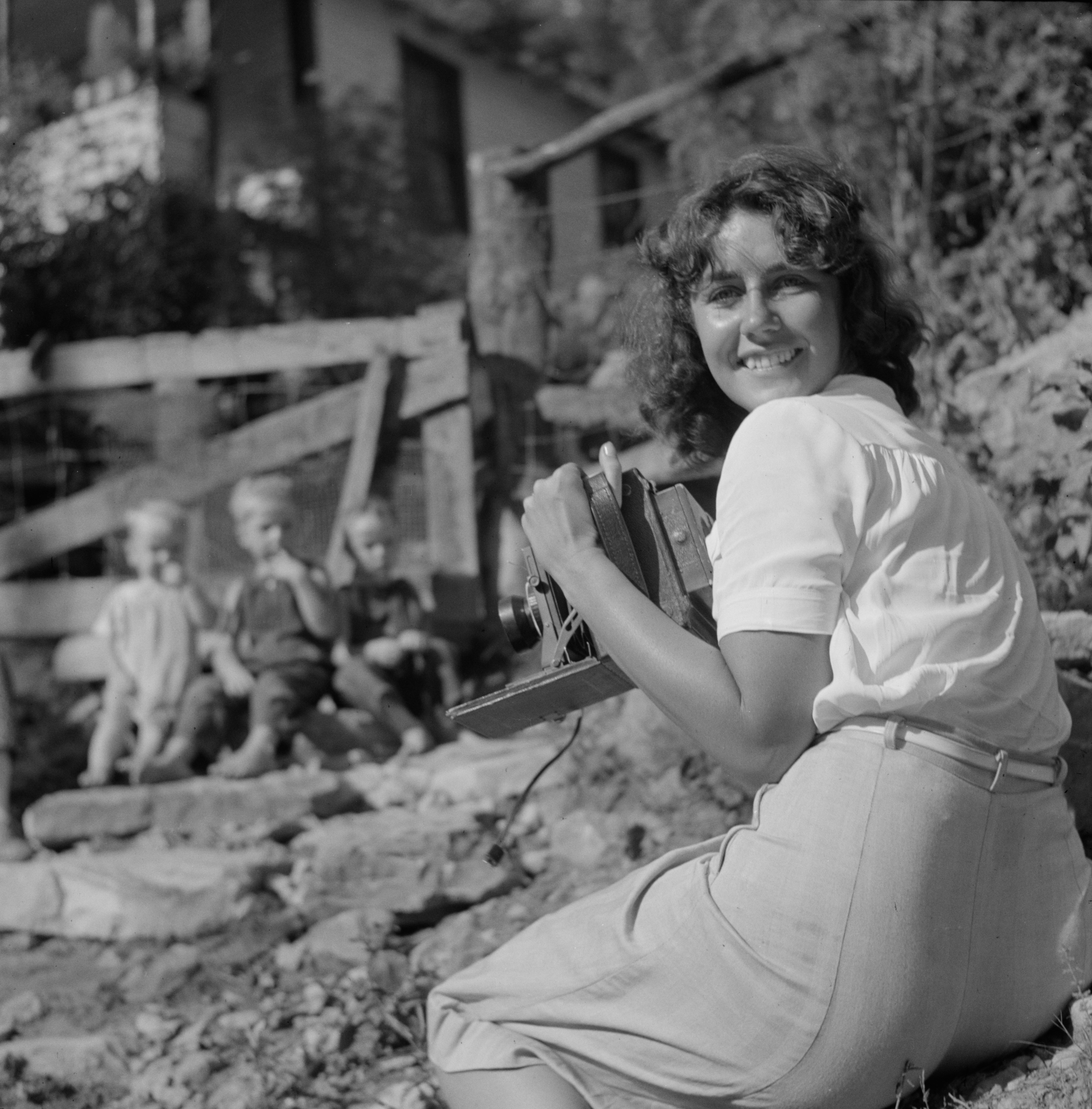
Пост Волкотт, штат Кентуккі, лютий 1940 року.

Меріон Пост народилася в Монтклері, штат Нью-Джерсі, 7 червня 1910 року в родині Меріон (уроджена Хойт; відома як «Нан») і Волтера Поста, лікаря.
Перебуваючи у Відні, вона бачила деякі напади нацистів на єврейське населення і була нажахана. Незабаром їй і її сестрі довелося повернутися до Америки в цілях безпеки. Вона повернулася до викладання, але також продовжила займатися фотографією та стала учасником антифашистського руху.

## Галерея
Усі фотографії надані Меріон Пост Волкотт.

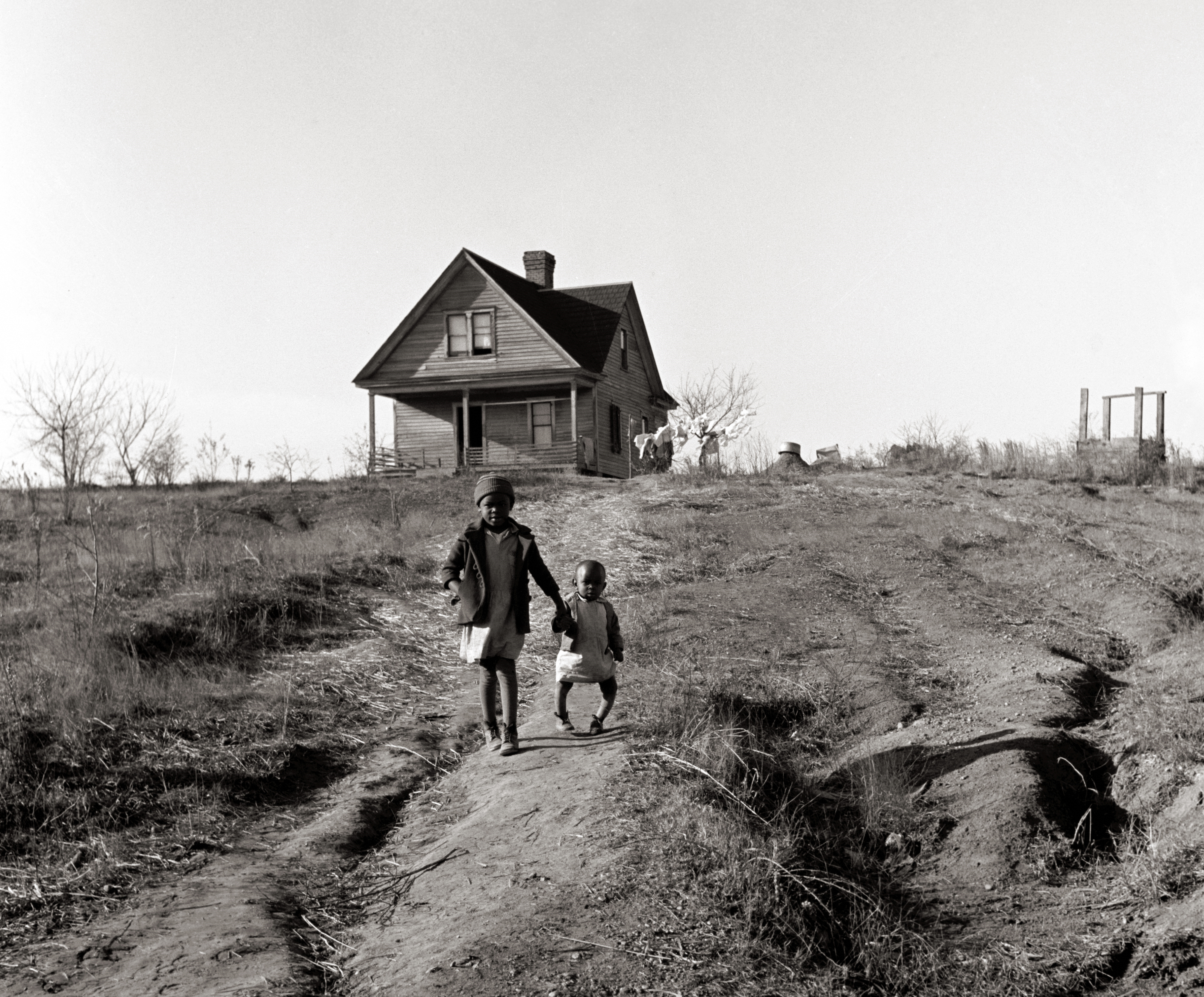
Афроамериканські діти з Вадесборо, Північна Кароліна, 1938 рік.
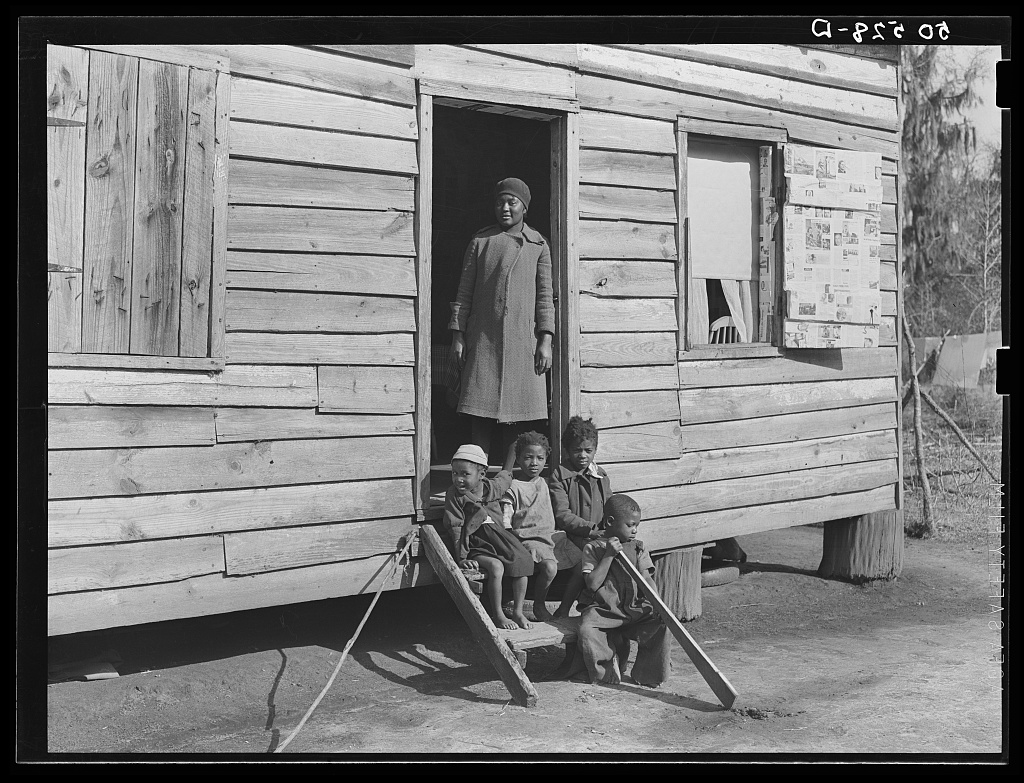
Будинок негрів поблизу Чарлстона, Південна Кароліна, 1938 рік.
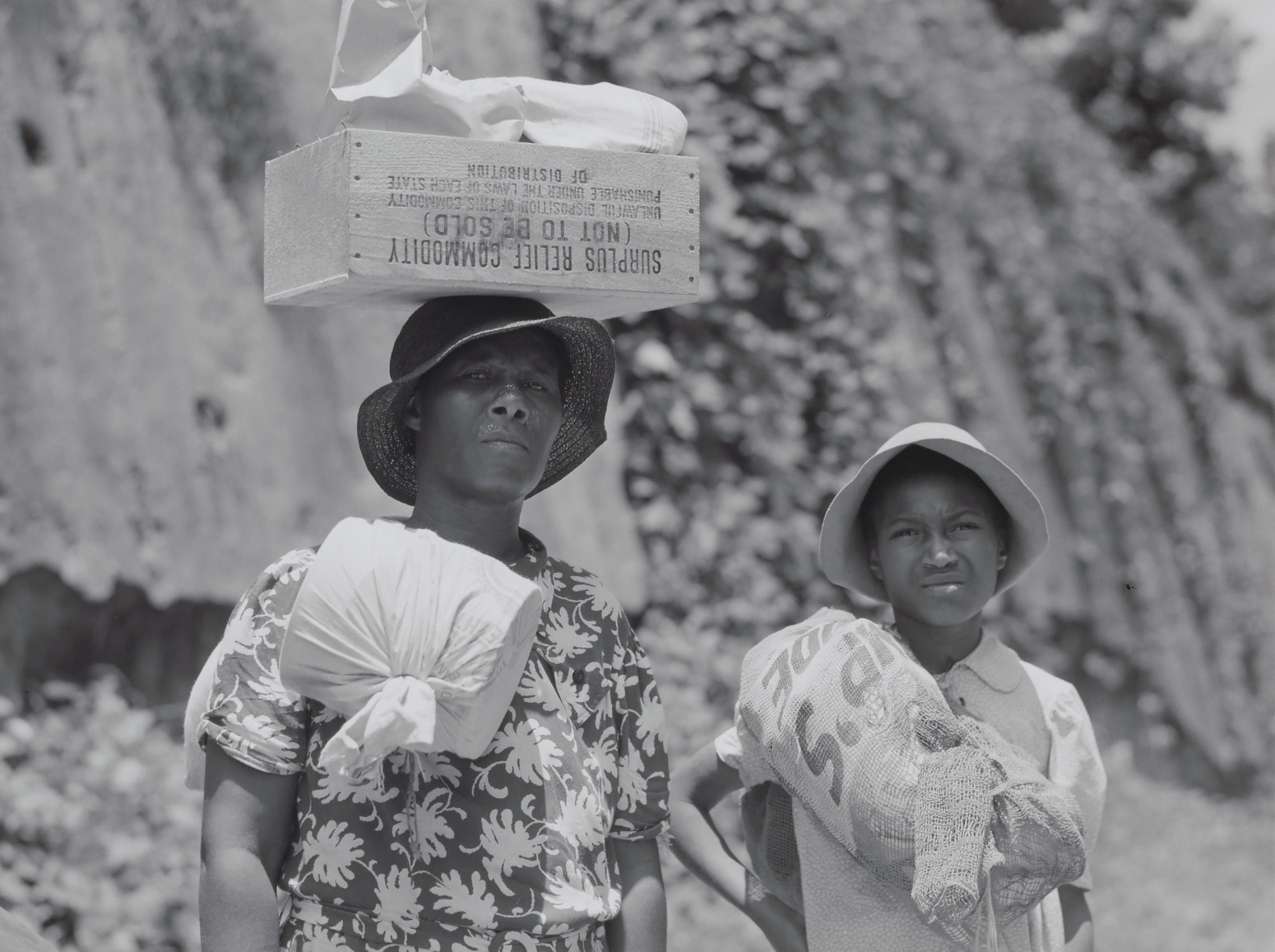
Дві негритянки несуть пакунки, в однієї на голові коробка з надлишковими товарами допомоги. Натчез, Міссісіпі, 1940 рік
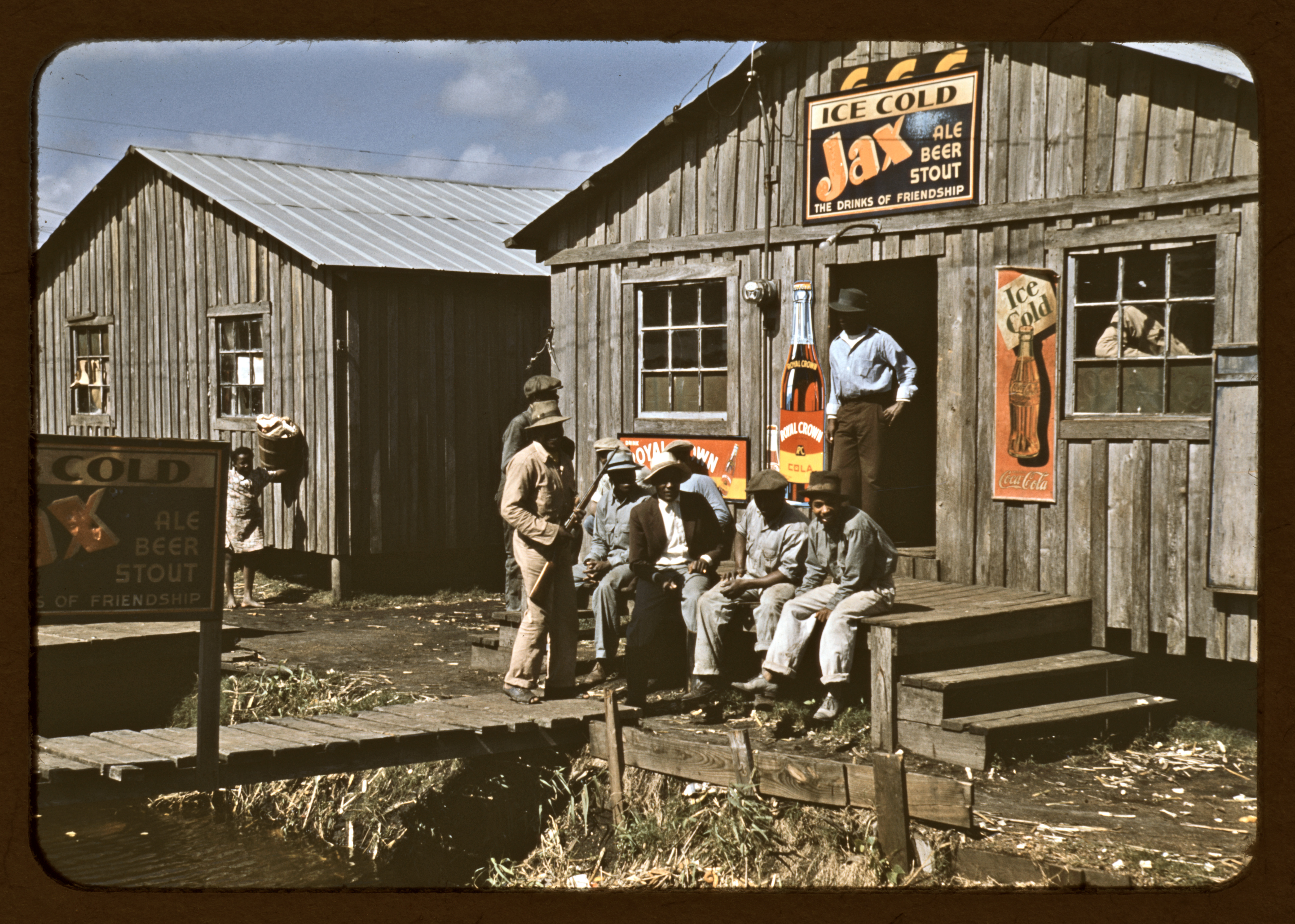
Заклад джуків у Бель-Глейд, Флорида, 1944 рік.